# الحزب (الزينات)
الحزب هو دُوَّار يقع بجماعة سبت الزينات، عمالة طنجة أصيلة، جهة طنجة تطوان الحسيمة في المملكة المغربية. ينتمي الدوّار لمشيخة الزينات التي تضم 17 دوار. يقدر عدد سكانه بـ 622 نسمة حسب الإحصاء الرسمي للسكان والسكنى لسنة 2004.

## روابط خارجية
- البوابة الوطنية للجماعات الترابية
- المندوبية السامية للتخطيط